# Muzeum Rzemiosła Artystycznego w Węglewie
Muzeum Rzemiosła Artystycznego w Węglewie-Kolonii – prywatne muzeum etnograficzne w powiecie konińskim, w województwie wielkopolskim. Powstało z inicjatywy stowarzyszenia kulturalnego "Tradycja".

## Budynek muzeum
Budynek, w którym aktualnie mieści się siedziba muzeum zbudowano prawdopodobnie pod koniec XIX wieku.
W budynku znajdują się trzy izby i sień.
Obok muzeum znajduje się park ginących zawodów, który jest poświęcony tematyce nieistniejących i wygasających zawodów.

## Zbiory muzeum
Aktualnie w muzeum wystawione są 450 sztuki eksponatów. Z rzemiosłem artystycznym związane jest 80% zbiorów. Eksponaty to przede wszystkim: meble, sprzęt gospodarstwa domowego, narzędzia, warsztat tkacki, elementy wystroju wnętrza, a także książki. Poza tym w muzeum znajdują się zbiory z tematyki ginących zawodów oraz dawnego sposobu życia mieszkańców ziemi konińskiej.

## Imprezy kulturalne
Muzeum organizuje dużo imprez kulturalnych. Za najważniejsze można uznać Międzynarodowy Festiwal Sztuki Jarmark św. Augustyna odbywający się corocznie, we wrześniu, przed kościołem w Kawnicach. Drugim ważnym wydarzeniem zorganizowanym przez muzeum jest spektakl historyczny z okazji 1050-lecia chrztu Polski "Kazania gnieźnieńskie, a chrzest Polski" w lipcu 2016 roku.